# ジョセフ・フォン・スタンバーグ
ジョセフ・フォン・スタンバーグ（Josef von Sternberg、1894年5月29日 - 1969年12月22日）は、アメリカ合衆国の映画監督、脚本家、映画プロデューサーである。ドイツ語読みはヨーゼフ・フォン・シュテルンベルク。マレーネ・ディートリヒとのコンビで有名。

## 来歴・人物
オーストリア＝ハンガリー帝国時代のウィーンにドイツ系ユダヤ人の子として生まれる。誕生名はヨーナス・シュテルンベルク（Jonas Sternberg）。
彼の父親は元陸軍の兵士で、ほとんど家庭を省みなかったという。7歳の時、家族と共に米国に移民、3年後ウィーンへ戻り、14歳で再びニューヨークへ帰る。ハイスクールを貧困のため中退、レース屋、婦人帽子屋、織物業者などを転々とする。本来は作家志望だったがアルバイトの映写係をきっかけに映画の世界へ転じる。
ハリウッドで、フィルム補修技師、撮影助手、編集技師、助監督をつとめ、若い俳優ジョージ・K・アーサーに資金を調達してもらい、わずか3,500ドルで『救ひを求むる人々』（1925）を製作した。この映画は先輩エリッヒ・フォン・シュトロハイムの自然主義の流れをくむが、渋い内容に映画会社は全く取り合わない。チャールズ・チャップリン邸に強引に持ち込み見てもらい、当時チャップリンが創業者の一人であったユナイテッド・アーティスツが配給し上映した。チャップリンに目をつけたのは、彼が貧乏人に理解があると睨んだためであった。チャップリンのプロデュースにより『A Woman of the Sea』を監督するが、チャップリンはこれに不満を抱き公開を見送った。次にパラマウント映画でハリウッド・デビュー。意識してドイツ系の格式ばった姓の前置詞「フォン」を名乗り、ジョセフの綴りも意識してドイツ語にこだわる。ギャングの生活に哀愁を込めたギャング映画黎明期の傑作『暗黒街』（1927）、社会の底辺に住んでいる人々の純情な恋模様を描いた『紐育の波止場』（1928）は両作品とも興業的に成功した。

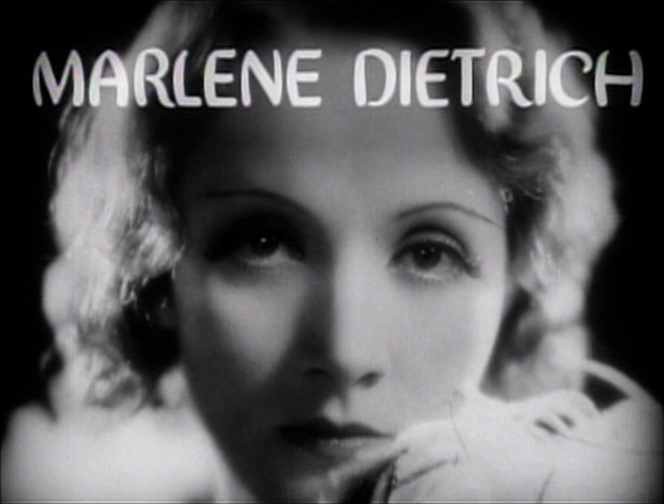
『モロッコ』のディートリヒ。

映画は音の出るトーキー時代を迎え、ドイツの大プロデューサー、エーリヒ・ポマーは、ドイツ映画界最初のトーキー映画として『嘆きの天使』（1930）の監督に、ドイツ在住経験のあるスタンバーグに白羽の矢を立てた。世間知らずの真面目な高校教師（エミール・ヤニングス）がキャバレーのダンサーのローラ・ローラ（マレーネ・ディートリヒ）の色香の虜になり、日参するが、学校を追われ、旅興行の道化役者となり、最後は高校の教室で絶命する。スタンバーグを代表する傑作で、まさに退廃的な美貌と脚線美の新人の女優ディートリヒと手を携えてハリウッドに戻った。この時期、エルンスト・ルビッチ、ビリー・ワイルダー、フリッツ・ラングらドイツからハリウッドに移った監督は数多いが、ほぼアメリカ育ちで、いわばドイツに逆上陸した彼の例は非常に珍しい。
パラマウントはメトロ・ゴールドウィン・メイヤーのグレタ・ガルボに対抗すべく、切り札としてディートリヒを売り出した。片道切符で砂漠に流れた酒場女を描いた『モロッコ』（1930）はスタンバーグとのコンビの名声を確実にした。その後戦争未亡人がスパイとして銃殺される『間諜X27』（1931）、動乱の中国に舞台を置いた『上海特急』（1932）、家庭と愛人との板挟み『ブロンド・ヴィナス』（1932）、女王の一代記『恋のページェント』（1934）。それぞれの作品では舞台も役柄も異なるがスタンバーグが独特の映像美の中にディートリヒをいかに引き立たせることに専念していたことは誰の目にも明らかであった。このような監督と女優との結びつきは映画史上例を見なかった。『西班牙狂想曲』（1935）を最後にスキャンダル化した愛も破れ（彼は別に生涯3回結婚と離婚を繰り返した）、このコンビは解消したのであった。『モロッコ』と『上海特急』でアカデミー監督賞にノミネートされている。

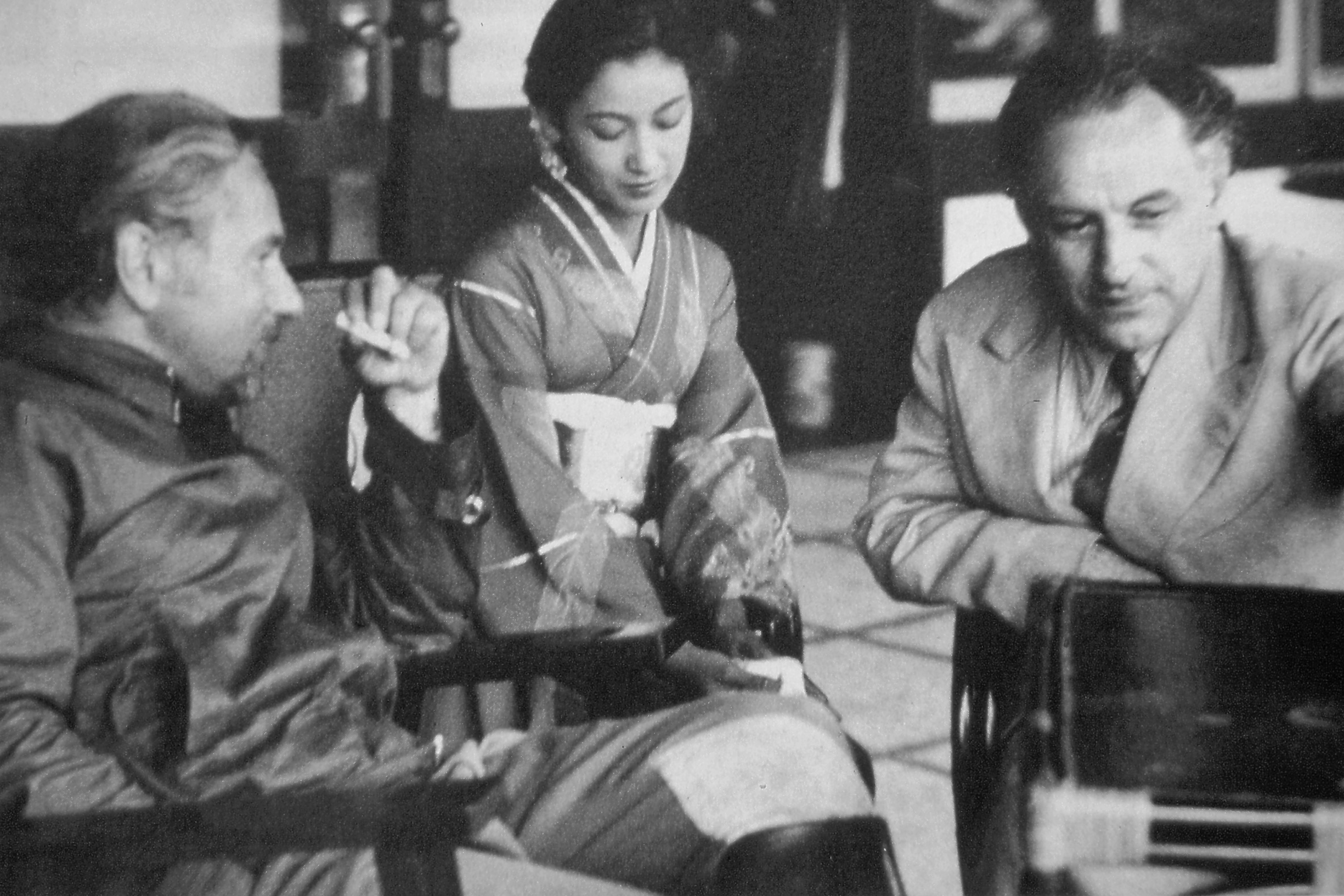
右からアーノルド・ファンク、原節子、ジョセフ・フォン・スタンバーグ（1936年8月、軽井沢にて）

1930年代後半以降、会社との意見の相違も多く、作品は思うにまかせなかった。気力と精根を使い果たした彼は、名声を失い、急速に衰えてしまったのである。これは、まさに「ハリウッド」の神話の一つである。
1952年に公開された『マカオ』がハリウッドで撮った最後の映画となり、日本で撮影して1953年に公開された日本映画『アナタハン』が最後の映画となった。1949年から1950年にかけて一部を撮影した『ジェット・パイロット』は1957年に公開されている。1959年から1963年にかけてカリフォルニア大学ロサンゼルス校（UCLA）の映画科で教鞭をとった。
1969年12月22日、心臓病のためハリウッドの病院で死去。75歳。

## 主な監督作品
- 救ひを求むる人々 The Salvation Hunters（1925） - 監督・脚本・撮影
- 暗黒街 Underworld（1927）
- 紐育の波止場 The Docks of New York（1928）
- 非常線 The Dragnet（1928）
- 最後の命令 The Last Command（1928）
- 女の一生 The Case of Lena Smith（1929）
- サンダーボルト Thunderbolt（1929）
- 嘆きの天使 Der Blaue Engel（1930）
- モロッコ Morocco（1930）
- アメリカの悲劇 An American Tragedy（1931）
- 間諜X27 Dishonored（1931）監督 /脚本
- 上海特急 Shanghai Express（1932）
- ブロンド・ヴィナス Blonde Venus（1932）
- 恋のページェント The Scarlet Empress（1934） - 監督・脚本
- 西班牙狂想曲 The Devil Is a Woman（1935） - 監督・製作・撮影
- 罪と罰 Crime and Punishment（1935）
- 陽気な姫君 The King Steps Out（1936）
- アナタハン The Saga Of Anatahan（1953）
- ジェット・パイロット Jet Pilot（1957）

## 受賞歴
| 映画祭・賞             | 年     | 部門   | 作品名           | 結果       | 備考                     |
| ---------------------- | ------ | ------ | ---------------- | ---------- | ------------------------ |
| アカデミー賞           | 1931年 | 監督賞 | 『モロッコ』     | ノミネート |                          |
| アカデミー賞           | 1932年 | 監督賞 | 『上海特急』     | ノミネート |                          |
| ヴェネツィア国際映画祭 | 1935年 | 撮影賞 | 『西班牙狂想曲』 | 受賞       | ルシアン・バラードと共同 |